# 有坂美裕
有坂 美裕（ありさか みひろ、1975年4月7日 - ）は神奈川県三浦市出身のシンガーソングライター。愛称は「みひろっち」。1995年「終わらない愛を信じてみようよ」（徳間ジャパンコミュニケーションズ）でデビュー。1999年テレビ東京の企画により女性4人組グループwÓneにメンバーとして参加し、同グループのメジャーデビューを成功させた。現在ではインディーズの歌手としてソロ活動中。

## 生年について
1999年以降のwÓneの企画において、有坂美裕の生年月日は一貫して1975年4月7日であると紹介されている。しかし、デビュー直後に出版された「オリコンウイーク・ザ・一番」の1995年第17号（11月6日発行）の66ページにおいて新人として紹介された際、1972年4月7日生まれと記載されている。彼女の生年を1972年とする資料は他に見当たらず、単純な誤記の可能性もあるため、本稿では1975年をとりあえず正しいものと表記した。なお、彼女の生年月日について事務所は現在、一切触れていない。

## ディスコグラフィー
※以下は有坂美裕名義でJASRACに登録されている曲を含む作品である。この他にもwÓne名義による登録作品や、他のミュージシャンへの提供作品、未登録の自主制作盤などが多数存在する。

### シングル
- 終わらない愛を信じてみようよ （徳間ジャパンコミュニケーションズ）1995年 ※10年パスポートCM曲 （カップリング／Good For You）
- 夢の破片探しに… （徳間ジャパンコミュニケーションズ）1996年 ※ECC外語学院CM曲
- forever （キングレコード）1999年 ※アニメ「湘南爆走族(12)完結編」挿入歌
- BLUE （ポリスター・スリーディーシステム）2004年

### アルバム
- believe （徳間ジャパンコミュニケーションズ）1996年